# Museo de las Constituciones
El Museo de las Constituciones es un museo ubicado en el antiguo Templo de San Pedro y San Pablo del Centro histórico de la Ciudad de México. En este lugar  la primera constitución de México fue aprobada en 1824. Este museo tiene como misión dar a conocer la historia constitucional de México y promover su estudio. En la actualidad, este recinto está bajo la dirección de la UNAM.

## Historia
La edificación que el día de hoy alberga el Museo de las constituciones cuenta ya con más de 400 años de existencia, a través de los cuales ha pasado de ser un templo jesuita, una sede parlamentaria y hemeroteca nacional.

### Periodo Virreinal
El Concilio de Trento había establecido que las órdenes religiosas debían cumplir con no solo la misión evangelizadora, sino con una misión educativa.
En 1572 los jesuitas ya se encontraban en el territorio de la Nueva España. El 12 de diciembre de 1572 se inició la construcción del Templo y Colegio Máximo de San Pedro y San Pablo. Este se construyó gracias a donaciones de los vecinos criollos de la zona, así como por la donación de cinco solares por parte de Alonso de Villaseca en 1572, los vecinos de la zona donaron territorios y recursos para que la institución pudiera sostenerse, sin embargo, fue necesario que Villaseca donara cuatro mil pesos de oro.

### México Independiente
Antes de 1821 el templo permaneció cerrado, cuando fue reabierto sufrió un gran cambio al ser la sede del Congreso. Incluso Agustín de Iturbide prestó juramento como emperador en este mismo lugar el 21 de mayo de 1822. El mismo Iturbide fue quien en 1824 comenzó a efectuar sesiones en las cuales se redactó la primera constitución de México independiente bajo la cual se estableció a México como una república federal. Después de estos hechos, en 1829 la sede del congreso cambio y la estancia fue abandonada de nuevo.
El recinto fue ocupado una vez más cuando en 1832, esta vez por la Virgen que se encontraba en el templo de Loreto, el cual estaba en pésimas condiciones. Esto duró hasta 1850, año en que la virgen regresó a su templo que ya había sido restaurado. Después de eso fue ocupado en varias ocasiones como biblioteca del Colegio de San Gregorio en 1853 hasta el 7 de junio de 1856 y después pasó a ser almacén de los franceses y en 1911 fue una caballeriza por Victoriano Huerta. Gracias a José Vasconcelos el lugar fue restaurado y se mostraban pinturas murales mexicanas.

### México posrevolucionario
Finalmente en 1929 el recinto se convirtió en patrimonio universitario pero no fue sino hasta inicios de 1940 en que se comenzó la remodelación del lugar a cargo de Jorge Medellín y Alfonso Pallares. Hasta 1944 fue cuando en presencia de Rafael Carrasco Puente y el entonces presidente Manuel Ávila Camacho se inauguró la Hemeroteca Nacional el 28 de marzo de 1944. La suerte del antiguo Colegio Máximo no fue igual, pues la mitad del mismo fue demolido para abrir la calle de la República de Venezuela y construir el Mercado Abelardo L. Rodríguez. De sus cuatro claustros originales, hoy solo quedan dos enteros y menos de la mitad de un tercero. 

### México contemporáneo
Hasta el año 2010 por una iniciativa del rector José Narro Robles que se da origen al Museo de las constituciones con el fin de dar un recorrido por la historia de México a través de sus constituciones y así fomentar el aprendizaje. Fue inaugurado el 10 de agosto de 2011 en presencia del Rector, el jefe de Gobierno Marcelo Ebrard, el Doctor Jorge Carpizo y Manlio Fabio Beltrones.

## Salas de exhibición

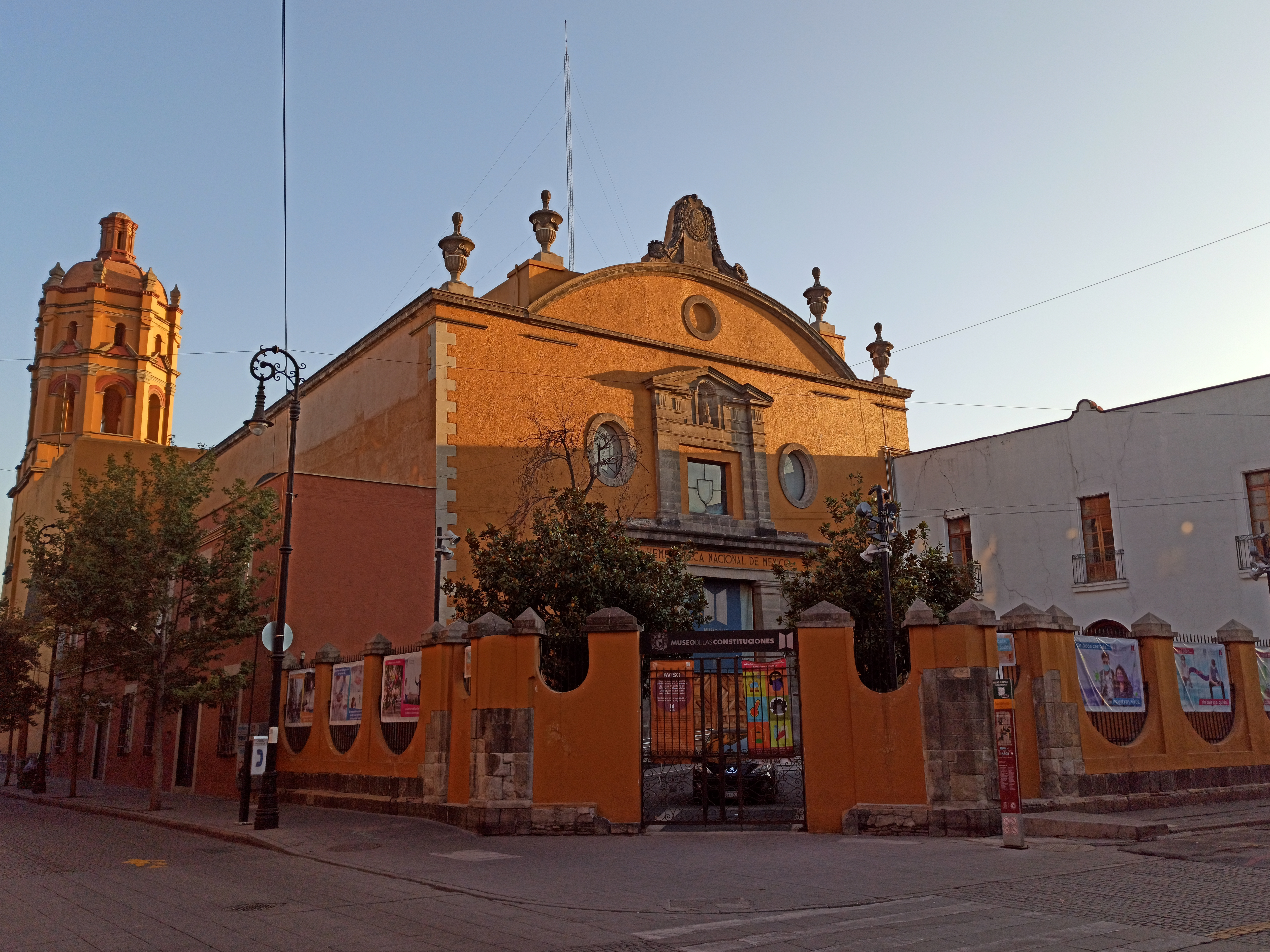
Exterior del museo.

En estas salas de exhibición permanentes se da un recorrido por la historia de México contada a través de constituciones, lo cual nos muestra un panorama más amplio por mostrar la historia a través de un contexto social y mostrando el impacto que tuvo cada una de estas constituciones en su tiempo. Las temáticas abarcadas son las siguientes: 
Sala 1: ¿Qué es una constitución?
La primera sala invita a reflexionar sobre el significado de la Constitución Política de los Estados Unidos Mexicanos, también conocida como y su papel en la organización del Estado y la vida cotidiana de sus ciudadanos. Se abordan cuestiones fundamentales, como su función en la delimitación de poderes, la protección de derechos y la consolidación de principios democráticos. Además, se exploran ejemplos de distintas constituciones en el mundo para ofrecer un contexto comparativo que permita entender la importancia de estos documentos en el ordenamiento jurídico de cualquier nación.
Sala 2: Historia constitucional
Esta sala presenta un recorrido por la evolución del constitucionalismo en México, desde la promulgación de la Constitución de Cádiz en 1812 y la Constitución de Apatzingán en 1814, hasta los ordenamientos fundamentales del siglo XIX. Se analizan los contextos en los que surgieron estos documentos, destacando su papel en la conformación del sistema político y en la definición de derechos y obligaciones para los ciudadanos. También se profundiza en los desafíos que enfrentaron estas leyes, desde la inestabilidad política hasta los conflictos entre distintas visiones de nación, como el centralismo y el federalismo.
Sala 3: Constitución de 1917
La tercera sala está dedicada a la Constitución de 1917, uno de los documentos más importantes en la historia de México, ya que consolidó las demandas sociales de la Revolución Mexicana y sentó las bases del sistema jurídico moderno del país. Se presenta el contexto histórico en el que fue redactada y los principales debates en el Congreso Constituyente de Querétaro. Además, se destacan las aportaciones de los diputados constituyentes en áreas clave como derechos laborales, educación, propiedad de la tierra y separación entre Iglesia y Estado. La exposición también muestra cómo la Constitución ha sido reformada a lo largo del tiempo para responder a nuevas realidades sociales y políticas.
Sala 4: Constitución y ciudadanía
En la última sala, se abordan los valores y principios constitucionales como pilares de la ciudadanía. Se destacan temas como los derechos humanos, la participación ciudadana y la responsabilidad del Estado en la garantía de libertades y equidad. Además, se analizan los desafíos actuales en la aplicación de los principios constitucionales y la necesidad de una ciudadanía crítica y activa en la defensa de sus derechos.